# Dany Heatley
Daniel James Heatley, född 21 januari 1981, är en kanadensisk före detta professionell ishockeyforward. Han draftades av Atlanta Thrashers i första rundan som andra spelare totalt vid NHL Entry Draft 2000.

## Spelarkarriär
Heatley inledde sin NHL-karriär säsongen 2001-2002 i Atlanta Thrashers och spåddes en lysande framtid. Han fick under debutsäsongen motta Calder Memorial Trophy som årets nykomling.
Han var 2003 inblandad i en bilolycka där hans lagkamrat i Atlanta Dan Snyder avled. Heatley återhämtade sig och kunde börja spela igen. Heatley dömdes i februari 2005 till tre års villkorlig dom för vållande till annans död. Inför säsongen 2005-2006 byttes Heatley bort till Ottawa Senators i utbyte mot Marián Hossa och Greg de Vries. 2009 gjorde han en omtalad flytt till San Jose Sharks efter att ha bett om att bli bortbytt med anledning av samarbetsproblem med lagledningen i Ottawa.
Den 28 februari 2015 skickade Ducks iväg Heatley och ett tredje draftval i 2015 års draft till Panthers i utbyte mot Tomáš Fleischmann.

## Internationellt
Heatley blev olympisk mästare 2010 och världsmästare 2003 och 2004. Dessutom har han två silvermedaljer från VM 2005 och 2008. Hans totala VM-statistik är imponerande. Under VM 2008 vann han poängligan efter imponerande 20 poäng, 12 mål och 8 assist, på 9 matcher. På sina sex VM-turneringar har han gjort 38 mål och 62 poäng på 52 matcher. Han har tagits ut till All-Star Team tre gånger samt blivit utsedd till bäste forward och mest värdefulle spelare vid två turneringar.

## Statistik

### Klubbkarriär
| 1997–98    | Calgary Buffaloes AAA  | AMHL       | 36  | 32  | 59  | 91  | 34  | 10 | 10 | 12 | 22 | 30 |
| 1998–99    | Calgary Canucks        | AJHL       | 60  | 70  | 56  | 126 | 91  | 13 | 22 | 13 | 35 | 6  |
| 1999–00    | Wisconsin Badgers      | WCHA       | 38  | 28  | 28  | 56  | 32  | —  | —  | —  | —  | —  |
| 2000–01    | Wisconsin Badgers      | WCHA       | 39  | 24  | 33  | 57  | 74  | —  | —  | —  | —  | —  |
| 2001–02    | Atlanta Thrashers      | NHL        | 82  | 26  | 41  | 67  | 56  | —  | —  | —  | —  | —  |
| 2002–03    | Atlanta Thrashers      | NHL        | 77  | 41  | 48  | 89  | 58  | —  | —  | —  | —  | —  |
| 2003–04    | Atlanta Thrashers      | NHL        | 31  | 13  | 12  | 25  | 18  | —  | —  | —  | —  | —  |
| 2004–05    | SC Bern                | NLA        | 16  | 14  | 10  | 24  | 58  | —  | —  | —  | —  | —  |
| 2004–05    | Ak Bars Kazan          | RSL        | 11  | 3   | 1   | 4   | 22  | 4  | 2  | 1  | 3  | 4  |
| 2005–06    | Ottawa Senators        | NHL        | 82  | 50  | 53  | 103 | 86  | 10 | 3  | 9  | 12 | 11 |
| 2006–07    | Ottawa Senators        | NHL        | 82  | 50  | 55  | 105 | 74  | 20 | 7  | 15 | 22 | 12 |
| 2007–08    | Ottawa Senators        | NHL        | 71  | 41  | 41  | 82  | 76  | 4  | 0  | 1  | 1  | 6  |
| 2008–09    | Ottawa Senators        | NHL        | 82  | 39  | 33  | 72  | 88  | —  | —  | —  | —  | —  |
| 2009–10    | San Jose Sharks        | NHL        | 82  | 39  | 43  | 82  | 54  | 14 | 2  | 11 | 13 | 16 |
| 2010–11    | San Jose Sharks        | NHL        | 80  | 26  | 38  | 64  | 56  | 18 | 3  | 6  | 9  | 12 |
| 2011–12    | Minnesota Wild         | NHL        | 82  | 24  | 29  | 53  | 28  | —  | —  | —  | —  | —  |
| 2012–13    | Minnesota Wild         | NHL        | 36  | 11  | 10  | 21  | 8   | —  | —  | —  | —  | —  |
| 2013–14    | Minnesota Wild         | NHL        | 76  | 12  | 16  | 28  | 18  | 11 | 1  | 5  | 6  | 4  |
| 2014–15    | Anaheim Ducks          | NHL        | 6   | 0   | 0   | 0   | 0   | —  | —  | —  | —  | —  |
| 2014–15    | Norfolk Admirals       | AHL        | 25  | 2   | 5   | 7   | 8   | —  | —  | —  | —  | —  |
| 2014–15    | San Antonio Rampage    | AHL        | 18  | 6   | 7   | 13  | 8   | 3  | 0  | 0  | 0  | 0  |
| 2015–16    | Thomas Sabo Ice Tigers | DEL        | 46  | 17  | 15  | 32  | 30  | 12 | 2  | 3  | 5  | 14 |
| NHL totalt | NHL totalt             | NHL totalt | 869 | 372 | 419 | 791 | 620 | 77 | 16 | 47 | 63 | 63 |

### Internationellt
| År            | Lag           | Turnering     | Resultat      |    | Matcher | Mål | Assist | Poäng | Utv |
| ------------- | ------------- | ------------- | ------------- | -- | ------- | --- | ------ | ----- | --- |
| 2000          | Kanada        | JVM           | 3             | 7  | 2       | 2   | 4      | 4     |     |
| 2001          | Kanada        | JVM           | 3             | 7  | 3       | 2   | 5      | 10    |     |
| 2002          | Kanada        | VM            | 6:a           | 7  | 2       | 2   | 4      | 2     |     |
| 2003          | Kanada        | VM            | 1             | 9  | 7       | 3   | 10     | 10    |     |
| 2004          | Kanada        | VM            | 1             | 9  | 8       | 3   | 11     | 4     |     |
| 2004          | Kanada        | WCH           | 1             | 6  | 0       | 2   | 2      | 2     |     |
| 2005          | Kanada        | VM            | 2             | 9  | 3       | 4   | 7      | 16    |     |
| 2006          | Kanada        | OS            | 7:a           | 6  | 2       | 1   | 3      | 8     |     |
| 2008          | Canada        | VM            | 2             | 9  | 12      | 8   | 20     | 4     |     |
| 2009          | Kanada        | VM            | 2             | 9  | 6       | 4   | 10     | 8     |     |
| 2010          | Kanada        | OS            | 1             | 7  | 4       | 3   | 7      | 4     |     |
| Junior totalt | Junior totalt | Junior totalt | Junior totalt | 14 | 5       | 4   | 9      | 14    |     |
| Senior totalt | Senior totalt | Senior totalt | Senior totalt | 71 | 44      | 30  | 74     | 56    |     |

### NHL All-Star Games
| År              | Plats           |                 | M | A | Pts |
| --------------- | --------------- | --------------- | - | - | --- |
| 2003            | Sunrise         | 4               | 1 | 5 |     |
| 2007            | Dallas          | 1               | 1 | 2 |     |
| 2008            | Atlanta         | —               | — | — |     |
| 2009            | Montreal        | 1               | 0 | 1 |     |
| All-Star totalt | All-Star totalt | All-Star totalt | 6 | 2 | 8   |